# A Munka Vörös Zászló Érdemrendje (Szovjetunió)
A Munka Vörös Zászló Érdemrendje (oroszul: Орден Трудового Красного Знамени transzliteráció: orgyen trudovovo krasznovo znamenyi) a legnagyobb elismerés volt munkások és civil szervezetek tagjai részére a Szovjetunióban. Ez a kitüntetés volt a polgári megfelelője a szovjet kormány által 1918-ban alapított katonai Vörös Zászló érdemrendnek. Magyarországi megfelelője azonos néven jött létre: a Munka Vörös Zászló Érdemrendje.

## Története
Az érdemrend 1920. december 28-tól vált hivatalosan adományozható elismeréssé az Oroszországi Szovjet Szövetségi Szocialista Köztársaság (OSZSZSZK) területén. 1928. szeptember 7-től lett uniós szintű kitüntetés. Az első érdemrendet 1921. június 28-án, míg az utolsót 1991. december 21-én adták át. Története során összesen 1 224 590 kitüntetést osztottak ki. Egyének, dolgozó és alkotó közösségek is megkaphatták kollektív elismerésként, több fokozatát alapították meg, legmagasabb volt az uniós szintű elismerés.

## Arculata
Az alapszíne ezüst volt, rajta orosz felirattal: „Világ proletárjai, egyesüljetek!”, közepén egy kerek sarló és kalapácsos jelvény található. Felette vörös zászló, és rajta feliratként található az CCCP cirill betűs felirat, amely a Szovjetunió rövidítése volt.

## Kitüntetettek
Az első, akinek adományozták az érdemrendet, Nyikita Mencsukov volt. Azért javasolták a magas elismerésre, mert megmentett egy fontos hidat attól, hogy a jégzajlás tönkretegye.

## Lásd még
- Szovjetunió Hőse
- Lenin-rend
- Vörös Zászló érdemrend
- Szocialista Munka Hőse

## Fordítás
Ez a szócikk részben vagy egészben  az   Order of the Red Banner of Labour című angol Wikipédia-szócikk ezen változatának fordításán alapul.  Az eredeti cikk szerkesztőit annak laptörténete sorolja fel. Ez a jelzés csupán a megfogalmazás eredetét és a szerzői jogokat jelzi, nem szolgál a cikkben szereplő információk forrásmegjelöléseként.

## Külső hivatkozások
- USSR: The Order of the Red Banner of Labour (angol nyelven). medals.org.uk. (Hozzáférés: 2010. szeptember 25.)
- Орден Трудового Красного Знамени (orosz nyelven). victory.mil.ru. [2012. január 11-i dátummal az eredetiből archiválva]. (Hozzáférés: 2010. szeptember 25.)